# بولس توموري

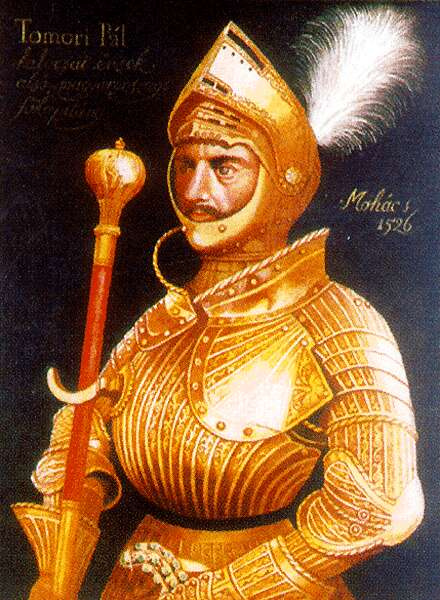
بولس توموري. صورة رمزية رُسمت بعد عدة قرون من وفاته.

بولس توموري (بالمجرية: Tomori Pál) (1475م - موهاكس 29 أغسطس 1526م)، نبيل مجري وقائد عسكري بارز في القرن السادس عشر وراهب كاثوليكي ارتبط اسمه بالهزيمة أمام العثمانيين في معركة موهاكس. حصل توموري على مناصب مختلفة في مملكة المجر حيث أظهر موهبته. كان رئيس أساقفة كالوتشا (بالمجرية: Kalocsa) بمقاطعة باتش-كيشكون بالمجر، وأحد القادة المجريين الرئيسيين في معركة موهاكس عام 1526م ضد السلطان العثماني سليمان القانوني، حيث تم اختياره قائداً أعلى للجيش المجري جنبًا إلى جنب مع جورج زابوليا، وقُتل هناك أثناء محاولته إيقاف الجنود الهاربين.
شغل منصب القائد العسكري لقلعة فاغاراش بين عامي 1505م و1514م، ثم انتقل ليكون قائدًا لقلعتي منجاك وبودا. في عام 1520م، وزع ثروته وانضم إلى الرهبنة الفرنسيسكانية في الكنيسة الكاثوليكية. فقط في عام 1523م قبل منصب رئيس أساقفة كالوتشا بناءً على تعليمات صريحة من البابا أدريان السادس، وفي الوقت نفسه تولى منصب القائد الرئيسي لخط الدفاع الجنوبي ضد العثمانيين.
أشار إليه مارتن لوثر الراهب الألماني وأستاذ اللاهوت ومُطلق عصر الإصلاح في أوروبا، في كتابه "عن الحرب ضد الأتراك" (بالألمانية: Vom Kriege wider die Türken)، بالإشارة المباشرة إلى بولس توموري رئيس الأساقفة، بأن قيادة الحروب ليست من واجبات الكنيسة، بل هي مسؤولية السلطة العَلمانية.

## حياته

### من محارب إلى راهب
وُلد بولس توموري في عائلة نبيلة متوسطة في مقاطعة أبوي (Abaúj) التابعة لمملكة المجر، وتنحدر عائلته إلى قرية تومور (Tomor) بمقاطعة بورسود-آبائوي-زمبلن بالمجر. بدأ مسيرته العسكرية بدعمه كقريب لخوان بورنميسزا. بهذه الطريقة ذهب إلى ترانسيلفانيا (الأردل)، ليصبح كاتب عدل للمجلس الكنسي، وممثلًا للخزانة.
وبين عامي 1505م و1514م شغل منصب قائد قلعة فوغاراش (Fogaras). في عام 1506م عمل كمفاوض، ونجح في سحق تمرد السكيليين في ترانسيلفانيا بسبب فرض ضريبة على طهي الثيران، وهزمهم. في عام 1512م، سافر بولس توموري كمبعوث للملك فلاديسلاف الثاني ملك المجر إلى بلاط الدولة العثمانية، الذين بدأوا في غزو مملكة المجر. في نهاية يوليو 1514م، ألقى جيورجي دوزا، أحد النبلاء الصغار، سلاحه واستسلم بعد أن قاد سلسلة من التمردات في الريف.
أرسل الكونت يوجنا زابولياي، حاكم الأردل (فويفود ترانسيلفانيا)، توموري إلى مدينة بيهور (Bihor) للدفاع عنها ضد بقايا فلول جيش الفلاحين الذين كانوا يحاصرونها، فهزم المتمردين وقادتهم. وهكذا انتهت حروب الفلاحين المجريين عام 1514م بهذه المواجهة.
بين عامي 1514م و1518م شغل منصب قائد قلعة فوغاراس وموكاجيفا (Munkács)، وفي عام 1518م أصبح قائدًا لمدينة بودا. في عام 1520م توفيت خطيبته لأسباب مجهولة، وسرعان ما وزع جميع ممتلكاته على أقاربه ليدخل في الرهبنة الفرنسيسكانية واعتزل إلى دير في إزترغوم بالمجر.

### القتال ضد العثمانيين
استمرت شهرة توموري كقائد عسكري ممتاز محفوظة، ولهذا السبب في عام 1521م، عندما بدأ العثمانيون بمهاجمة المملكة المجرية، رأى الكثيرون فيه قائدًا عسكريًا محتملاً. وفي ظل غياب القادة العسكريين المجريين الذين كانوا قادرين في تلك اللحظة بالذات من التاريخ على مواجهة العثمانيين، لجأ كثيرون إلى توموري ولكنه لم يرغب في العودة إلى حياته العسكرية.
وفقًا لتقرير من مسؤول مكتب بودا، لم يكن لدى المجريين جنرالات مدربين لأن السلام الطويل "أفسدهم وجعلهم ضعفاء"، وكان بولس توموري هو الوحيد الماهر في فن الحرب.
طُلب من توموري مرارًا وتكرارًا مغادرة الدير في إزترغوم وتولي قيادة الجيش المجري، لكنه رفض جميع الطلبات ورفض في البداية مغادرة الدير في إزترغوم حيث عاش كراهب، على الرغم من الطلبات العديدة لتولي القيادة على الجانب المجري.
ولكن أخيرًا، أجبره البابا أدريان السادس بأمر خاص منه على قبول الطلبات المجرية، وفي 4 فبراير 1523م، عينه كاردينالًا لأساقفة كالوتشا. وفي أبريل، منحته الجمعية النبلاء المجريين على عجل، وفقًا للتقارير المعاصرة، منصب القائد الأعلى للدفاع عن الحدود الجنوبية لمملكة المجر.
وافق توموري على طلبات البابا والنبلاء المجريين، وبذلك أصبح توموري المخطط والاستراتيجي في الهجوم المضاد ضد العثمانيين. قاد توموري المجريين بنجاح لمدة ثلاث سنوات في المناطق الجنوبية، حيث هزم العثمانيين في عدة مناسبات، مما عزز حدود المملكة. في يوليو 1523م، وصل توموري إلى وارادين (Pétervárad) على الضفة اليمنى لنهر الدانوب للراحة، وفي أغسطس خاض معركة ضد فرهاد پاشا الصقللي والي البوسنة (بالتركية: Ferhad Paşa)‏ الذي كان زوجا لباي هان سلطان (بالتركية: Beyhan Sultan)‏ أخت السلطان سليمان القانوني، وكان يحاصر مدينة ريدنيك بقوة من 12,000 جندي عثماني.

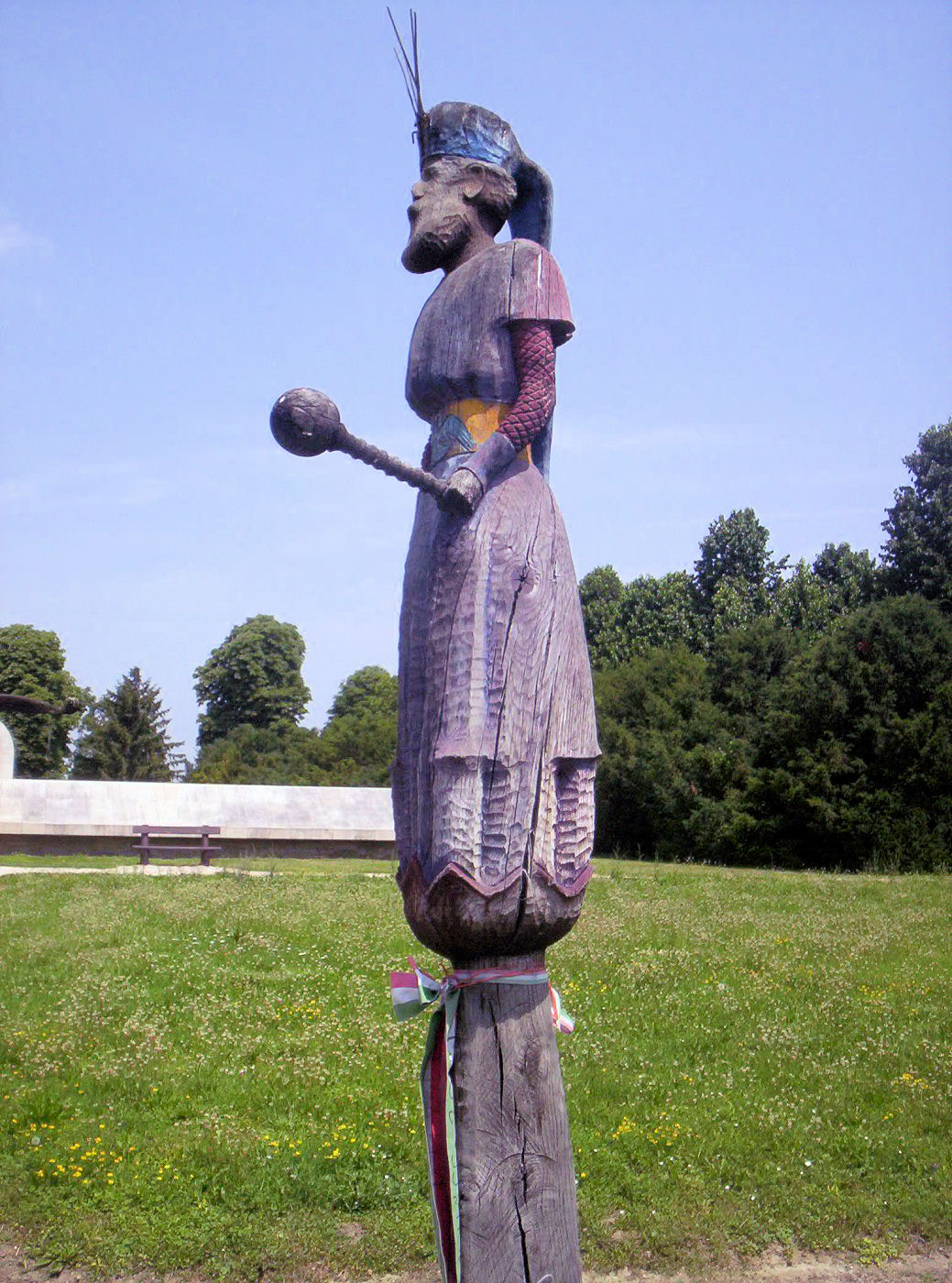
تمثال بولس توموري الخشبي في حديقة موهاكس التاريخية التذكارية، من صنع الفنان كو بال (مواليد 1941م) في عام 1976م.

بين 6 و7 من أغسطس، وقعت ثلاثة اشتباكات بين القوات المجرية والعثمانية، تمكن فيها توموري من تحقيق الانتصار على قوات فرهاد پاشا. كان هذا هو النصر المهم الوحيد للمجريين في حروبهم ضد العثمانيين خلال الفترة من 1521م إلى 1526م.
وفي العام ونصف العام التاليين، حاول توموري تعزيز نظام الحصون في المنطقة الجنوبية، في زيريمسيغ بالمقام الأول. وبالاعتماد على هذه القلاع، صد التوغلات العثمانية المتكررة بشكل متزايد، وركز توموري على تعزيز موقعه في الأراضي الجنوبية خلال النصف الأول من العام التالي، معززًا نظام القلاع الدفاعية. وبفضل هذه التحصينات، استمر في صد الهجمات العثمانية.
بحلول عام 1525، استقر الوضع بشكل كافٍ، حتى أن توموري استطاع التقدم نحو الأراضي العثمانية. لم يكن بولس توموري قد خطط لأي حملة كبرى ضد العثمانيين، بسبب الدعم الضئيل الذي تلقاه من الخزانة الملكية والنبلاء المجريين.
ومن أجل الدفاع العسكري ضد العثمانيين، قام توموري بتحويل الدخل المالي لأبرشية كالوتشا حتى استنزف جميع الموارد الاقتصادية للأبرشية لمدة عام كامل، بالإضافة إلى المساعدة البابوية. لكن كل هذه الموارد لم تكن كافية مقارنة بما كان يتطلبه الوضع. ولإقناع البلاط المجري والنبلاء، هددهم توموري عدة مرات بالاستقالة. وفي 12 يناير 1526م، قدم استقالته وبدأ في التفاوض على اتفاقيات مع السفراء العثمانيين الموجودين في بودا.
لاحقًا، قرر السلطان العثماني سليمان القانوني شن هجوم جديد على المجر، مما دفع توموري إلى سحب استقالته على الفور والعودة إلى موقعه العسكري.
كان توموري يخطط لتطويق العثمانيين بالقرب من نهر درافا بجيش قوامه 6,000 جندي مجري. في 24 أغسطس، تمكن توموري من اجتياح المفارز العثمانية الأولى، ولكن مجلس الحرب أمره بالانضمام مع جيشه إلى القوة الرئيسية المجرية بقيادة الملك لويس الثاني ملك المجر. عارض توموري هذا الأمر، لكنه رغم ذلك امتثل له وانضم إلى قوات الملك الرئيسية.
في 29 أغسطس، وقعت معركة موهاكس ، حيث كان بابلو توموري أحد القادة الرئيسيين للجيش المجري. في هذه المعركة القصيرة التي بلغت ذروتها بانتصار العثمانيين وعانى فيها المجريون من هزيمة كارثية، قُتل الملك لويس الثاني وتوموري نفسه، وكذلك لازلو سزالكاي رئيس أساقفة إزترغوم والكونت جرجس زابولياي، وكانت تلك المعركة الحدث الأكثر مأساوية في التاريخ المجري.
بعد الانتصار، وُضع رأس توموري على طرف رمح في المعسكر العثماني.
بدأت عقب المعركة فترة من الفوضى في تاريخ المجر، حيث فتح العثمانيون جزءًا من المملكة، وطالب الكونت يوحنا زابولياي بالعرش، وتم تتويجه كيوحنا الأول ملك المجر. في الوقت نفسه، توج فرديناند الأول من آل هابسبورغ كملك منافس. وفي النهاية، انتصر آل هابسبورغ واحتفظوا بالتاج المجري حتى القرن العشرين.